# 오스카르 카르도소
오스카르 레네 카르도소 마린(스페인어: Óscar René Cardozo Marín, 1983년 5월 20일 ~)는 파라과이의 축구 선수로, 현재 파라과이 프리메라 디비시온의 클루브 리베르타드에서 스트라이커로 활약하고 있다.
그는 강력한 왼발 슛과 프리킥 능력을 가지고 있다. 그는 뉴얼스 올드 보이스에서 활약하며 주목을 받기 시작하였고, 이는 SL 벤피카 이적으로 이어졌다. 그는 벤피카에서 100골 이상을 득점하였고, 4번의 주요 타이틀을 획득하였다. 그는 2010년에 포르투갈 리그 득점왕에도 올랐다.
그의 별명은 "타쿠아라" (Tacuara, 과라니어로 거대한 지팡이) 이고, 카르도소는 50번 이상의 파라과이 국가대표 경기에 출장하였으며, 2010년 FIFA 월드컵 파라과이 대표의 일원이었다.

## 클럽 경력

### 초기경력과 뉴얼스 올드 보이스
후안 에울로히오 에스티가리비아 출신으로 카르도소는 시우다드델에스테를 연고로 하는 클룹 아틀레티코 3 데 페브레로에서 축구를 시작하였고, 그는 팀의 1부리그 승격을 도왔다. 2004년, 그는 아순시온에 위치한 1부리그의 클룹 나시오날로 이적하였고, 그는 팀의 최다 득점자로 비상하였다. 그는 나시오날의 마지막 시즌에 17골을 득점하였다.
카르도소는 아르헨티나의 뉴얼스 올드 보이스로 2006-07 시즌 하반기에 $1.2M의 이적료로 이적하였다. 그는 그곳에서 같은 국적의 디에고 갈리반, 산티아고 살세도, 후스토 비야르를 만났다. 그는 아페르투라의 16경기에 출전하여 11골을 득점하였지만, 팀은 후반기를 18위로 마치고, 종합 13위로 마치는 데 그쳤다. 그의 성과에 따라, 그는 2006년 파라과이 올해의 선수로 선출되었다.

### SL 벤피카
2007년 6월 21일, 카르도소는 포르투갈 리그 명문 SL 벤피카와의 계약에 합의하였고, €9.2M의 가격에 이적하였다. 그는 클럽 역사상 2위의 이적료로 이적하였고, 오직 2001년, €12M의 가격에 이적한 시망 사브로사만이 그의 이적료보다 더 높다. 그는 벤피카에서의 첫 시즌에 22골을 득점하였지만, 2007-08 시즌을 무관으로 끝마쳤다. 2008년 2월 22일, 그는 1. FC 뉘른베르크와의 UEFA 컵 경기에서 결승골을 기록하였다. (2-2 원정 무승부, 합계 3-2 승) 그에 따라 그는 시즌 초 약속한 20골을 넘어섰다.
2008-09 시즌, 카르도소는 리그에서만 17골을 득점하였다. 이 중 인상적인 골은 2008년 8월 30일, FC 포르투와의 경기에서 동점골이었다. 그는 득점왕 레이스에서 스포르팅 CP의 리에드송에 밀려 2위를 하였다.
카르도소는 2009-10 프리시즌에 매우 긍정적인 결과를 보였다. 그는 10번의 친선경기에 출장하여 8골을 기록하였다. 2009년 8월 31일, 비토리아 FC과의 리그 3라운드 경기에서 해트트릭을 기록하여, 팀의 8-1 대승에 기여하였다. 10월 22일, 에버튼 FC와의 UEFA 유로파리그 조별리그전에서 카르도소는 2골을 기록하였고, 홈에서 5-0 대승을 챙겼다. 이후 CD 나시오날과의 경기에서도 해트트릭을 기록하였고, (홈, 6-1 승) 아카데미카 드 코임브라전에서도 해트트릭을 기록하였다. (홈, 4-0 승)
리버풀 FC와의 UEFA 유로파리그 8강전에서, 카르도소는 두 번의 페널티킥을 성공시켜 홈에서 2-1 승리를 거두었다. 그는 2차전에서도 프리킥으로 득점하였지만, 1-4 패와 4강진출 실패를 막는데는 역부족이었다. 벤피카는 2009-10 시즌에 포르투갈 리그 우승과, 리그컵 우승을 하였다. 그는 일 년동안 47경기 38골 (리그 26골)을 기록하여 라다멜 팔카오를 1골차로 제치고 득점왕에 올랐다. 그는 하비에르 사비올라와의 호흡도 좋은 편이었다.

## 국가대표 경력
2007년 6월 5일, 카르도소는 멕시코전에서 파라과이 국가대표 데뷔전을 치루었다. 그는 이 경기에서 결승골을 기록하여 2007년 코파아메리카의 스쿼드에 포함되었다. 베네수엘라에서 열린 이 토너먼트에서, 파라과이는 8강에 진출하였고, 카르도소는 미국과의 조별리그전에서 1골을 기록하였다.
카르도소는 2010년 FIFA 월드컵 예선전에서 2골을 기록하였고, 파라과이는 남아프리카 공화국에서 열리는 월드컵 본선에 진출하였다. 2010년 6월 29일, 그는 일본전의 승부차기에서 마지막 키커로 나와 성공시키고 (0-0 무, 승부차기 5-3 승), 파라과이의 첫 8강 진출을 이루어냈다. 이어지는 경기에서 파라과이는 그 대회의 우승팀이 되는 스페인을 상대하였으나, 카르도소는 59분에 0-0으로 팽팽함을 유지하는 가운데 페널티킥을 실축하였다. 결국 파라과이는 다비드 비야의 결승골로 스페인에 0-1로 석패하였다.
카르도소는 소속팀 벤피카에서 23골을 넣는 대활약에 힘입어 2011년 코파아메리카를 앞두고 헤라르도 마르티노 감독의 부름을 받았다.

## 수상

### 클럽
3 페브레로
- 세군다 디비시온: 2004

SL 벤피카
- 포르투갈 리그: 2009-10
- 포르투갈 리그컵: 2008-09, 2009-10, 2010-11

### 개인
- 파라과이 올해의 축구 선수: 2006, 2009
- 포르투갈 리그 득점왕: 2009-10
- 포르투갈 리그 이달의 선수: 2009년 5월
- UEFA 유로파리그 득점왕: 2009-10 (클라우디오 피사로와 공동 득점왕)
- Goal.com 올해의 팀: 2009-10

## 사생활
오스카르의 남동생인 라몬도 축구 선수이며 스트라이커이다. 그는 주로 타쿠아리에서 활약하였고, 포르투갈로 건너가 FC 페나피엘에서 한 시즌 동안 활약한 적이 있다.